# Mura nemzetközi InterCity
A Mura nemzetközi InterCity (Ausztriában Mur InterCity) egy a MÁV és az ÖBB által közlekedtetett InterCity vonat (vonatszám: IC 312/313), amely Budapest-Keleti pályaudvar és Graz Hauptbahnhof között közlekedik

## Története
Az első járat a 2003/2004-es menetrendváltástól közlekedett Budapest-Déli pályaudvar–Székesfehérvár–Siófok–Fonyód–Nagykanizsa viszonylatban 1843/1844 vonatszámmal. A 2006/2007-es menetrendváltással ez a járat megszűnt.
A 2021/2022-es menetrendváltástól újrainditották, ekkor Budapest-Keleti pályaudvar–Győr–Szombathely–Szentgotthárd–Graz viszonylatban a Rába InterCity megállási rendjében (vonatszám: 312/313).

## Megállóhelyei
| Megállóhelyek                            |
| ---------------------------------------- |
| 1. Budapest-Keleti                       |
| 2. Budapest-Kelenföld                    |
| 3. Tatabánya                             |
| 4. Tata                                  |
| 5. Komárom                               |
| 6. Győr                                  |
| 7. Csorna                                |
| 8. Répcelak                              |
| 9. Szombathely                           |
| 10. Szombathely-Szőlős                   |
| 11. Ják-Balogunyom                       |
| 12. Egyházasrádóc                        |
| 13. Körmend                              |
| 14. Horvátnádalja                        |
| 15. Csákánydoroszló                      |
| 16. Rátót                                |
| 17. Alsórönök                            |
| 18. Haris                                |
| 19. Szentgotthárd                        |
| 20. Jennersdorf (Gyanafalva) ( Ausztria) |
| 21. Fehring                              |
| 22. Feldbach                             |
| 23. Gleisdorf                            |
| 24. Graz Ostbahnhof                      |
| 25. Graz Don Bosco                       |
| 26. Graz Hauptbahnhof                    |

## Vonatösszeállítás
Vonatösszeállítás 2025. december 15-étől:
| Kocsiszám | Típus                    | Útvonal                  |
| --------- | ------------------------ | ------------------------ |
|           | MÁVRT 182 villanymozdony | Budapest - Szentgotthárd |
|           | ÖBB 2016 dízelmozdony    | Szentgotthárd - Graz     |
| 414       | START Bpmee              | Budapest - Graz          |
| 413       | START Bpmee              | Budapest - Graz          |
| 412       | START Bbdpmz             | Budapest - Graz          |
| 411       | START Apmz               | Budapest - Graz          |